# 恩順
恩顺（1850年代约1853年—1911年），京旗旗人，隶属满洲镶白旗英蓮佐領下人，字子澄（一作子誠），清末官员。

## 生平
他是繙譯生員，光緒八年壬午科繙譯舉人，光緒九年癸未科繙譯進士。他历任如下官职：
- 兵部筆帖式（同治11年-光緒9年）[3]
- 繙譯庶吉士（光緒9年-光緒12年）[4]
- 翰林院檢討（光緒12年-光緒15年）[5]
- 右中允（光緒15年）[3]
- 翰林院侍講（光緒15年-光緒19年）[3]
- 翰林院侍讀（光緒19年-光緒[20]年）[3]
- 日講起居注官（光緒20年）[3]
- 詹事（光緒27年-光緒28年）[6]
- 大理寺卿（光緒28年）[7]
- 左副都御史（光緒28年-光緒29年）[8]
- 兵部右侍郎（光緒29年-光緒32年）[9]
- 理藩部右侍郎（光緒32年-宣統3年）[10]
- 實錄館蒙古總裁官（宣統1年-宣統[3]年）[11]
- 弼德院顧問大臣（宣統3年）[12]

他是《德宗景皇帝實錄》的總裁官。